# Гилман (Минесота)
Гилман (енгл. Gilman) град је у америчкој савезној држави Минесота.

## Демографија
По попису из 2010. године број становника је 224, што је 9 (4,2%) становника више него 2000. године.
| Група             | 2000.       | 2010.        |
| Белци             | 213 (99,1%) | 224 (100,0%) |
| Афроамериканци    | 0 (0,0%)    | 0 (0,0%)     |
| Азијати           | 1 (0,5%)    | 0 (0,0%)     |
| Хиспаноамериканци | 0 (0,0%)    | 0 (0,0%)     |
| Укупно            | 215         | 224          |